# نئومی شمر
نئومی شمر (عبری: נעמי שמר‎؛ ۱۳ ژوئیهٔ ۱۹۳۰ – ۲۶ ژوئن ۲۰۰۴) موسیقی‌دان، ترانه‌پرداز اهل اسرائیل بود که به‌عنوان «بانوی اول آواز و شعر اسرائیل» شناخته می‌شد.

## فعالیت
آهنگ او "Yerushalayim Shel Zahav" که در سال ۱۹۶۷ نوشته شد، پس از پیروزی اسرائیل در جنگ شش روزه و اتحاد مجدد اورشلیم، به سرود دوم غیررسمی تبدیل شد.

## جوایز
وی همچنین برندهٔ جوایزی همچون جایزه اسرائیل شده‌است.